# Сан-Сити-Сентер
Грейтер-Сан-Сентер (англ. Greater Sun Center) — статистически обособленная местность, расположенная в округе Хилсборо (штат Флорида, США) с населением в 16 321 человек по статистическим данным переписи 2000 года.

## География
По данным Бюро переписи населения США статистически обособленная местность Грейтер-Сан-Сентер имеет общую площадь в 33,15 квадратных километров, из которых 32,37 кв. километров занимает земля и 0,78 кв. километров — вода. Площадь водных ресурсов округа составляет 2,35 % от всей его площади.
Статистически обособленная местность Грейтер-Сан-Сентер расположена на высоте 15 м над уровнем моря.

## Демография
| Год переписи        | Нас.  |  | %±     |
| ------------------- | ----- |  | ------ |
| 1970                | 2143  |  | —      |
| 1980                | 5605  |  | 161,5% |
| 1990                | 8326  |  | 48,5%  |
| 2000                | 16321 |  | 96%    |
| 1970–2000 Источник: |       |  |        |

По данным переписи населения 2000 года в Грейтер-Сан-Сентер проживало 16 321 человек, 5434 семьи, насчитывалось 9149 домашних хозяйств и 10 500 жилых домов. Средняя плотность населения составляла около 492,34 человек на один квадратный километр. Расовый состав населённого пункта распределился следующим образом: 98,96 % белых, 0,13 % — чёрных или афроамериканцев, 0,08 % — коренных американцев, 0,40 % — азиатов, 0,07 % — выходцев с тихоокеанских островов, 0,21 % — представителей смешанных рас, 0,14 % — других народностей. Испаноговорящие составили 1,19 % от всех жителей статистически обособленной местности.
Из 9149 домашних хозяйств в 0,3 % воспитывали детей в возрасте до 18 лет, 57,1 % представляли собой совместно проживающие супружеские пары, в 1,9 % семей женщины проживали без мужей, 40,6 % не имели семей. 38,1 % от общего числа семей на момент переписи жили самостоятельно, при этом 34,7 % составили одинокие пожилые люди в возрасте 65 лет и старше. Средний размер домашнего хозяйства составил 1,65 человек, а средний размер семьи — 2,05 человек.
Население статистически обособленной местности по возрастному диапазону по данным переписи 2000 года распределилось следующим образом: 0,4 % — жители младше 18 лет, 0,2 % — между 18 и 24 годами, 1,3 % — от 25 до 44 лет, 15,1 % — от 45 до 64 лет и 83,0 % — в возрасте 65 лет и старше. Средний возраст жителей составил 75 лет. На каждые 100 женщин в Грейтер-Сан-Сентер приходилось 74,4 мужчин, при этом на каждые сто женщин 18 лет и старше приходилось 74,2 мужчин также старше 18 лет.
Средний доход на одно домашнее хозяйство статистически обособленной местности составил 38 101 доллар США, а средний доход на одну семью — 47 570 долларов. При этом мужчины имели средний доход в 36 786 долларов США в год против 27 963 доллара среднегодового дохода у женщин. Доход на душу населения статистически обособленной местности составил 38 101 доллар в год. 2,2 % от всего числа семей в населённом пункте и 4,6 % от всей численности населения находилось на момент переписи населения за чертой бедности, при этом 37,3 % из них были моложе 18 лет и 3,9 % — в возрасте 65 лет и старше.